# Россі (Айова)
Россі (англ. Rossie) — місто (англ. city) в США, в окрузі Клей штату Айова. Населення — 49 осіб (2020).

## Географія
Россі розташоване за координатами 43°0′49″ пн. ш. 95°11′19″ зх. д. / 43.01361° пн. ш. 95.18861° зх. д. (43.013651, -95.188566).  За даними Бюро перепису населення США в 2010 році місто мало площу 0,38 км², уся площа — суходіл.

## Демографія
Згідно з переписом 2010 року, у місті мешкало 70 осіб у 26 домогосподарствах у складі 20 родин. Густота населення становила 184 особи/км².  Було 29 помешкань (76/км²).
Расовий склад населення:
| - 95,7 % — білих |

До двох чи більше рас належало 4,3 %. Частка іспаномовних становила 5,7 % від усіх жителів.
За віковим діапазоном населення розподілялося таким чином: 30,0 % — особи молодші 18 років, 65,7 % — особи у віці 18—64 років, 4,3 % — особи у віці 65 років та старші. Медіана віку мешканця становила 35,5 року. На 100 осіб жіночої статі у місті припадало 112,1 чоловіків;  на 100 жінок у віці від 18 років та старших — 113,0 чоловіків також старших 18 років.
Середній дохід на одне домашнє господарство  становив 47 771 долар США (медіана — 51 875), а середній дохід на одну сім'ю — 49 006 доларів (медіана — 43 750). Медіана доходів становила 40 536 доларів для чоловіків та 21 458 доларів для жінок. За межею бідності перебувало 11,1 % осіб, у тому числі 27,3 % дітей у віці до 18 років та 40,0 % осіб у віці 65 років та старших.
Цивільне працевлаштоване населення становило 35 осіб. Основні галузі зайнятості: сільське господарство, лісництво, риболовля — 37,1 %, оптова торгівля — 14,3 %, фінанси, страхування та нерухомість — 14,3 %.